# New Quay
New Quay (walisisk: Cei Newydd) er en havneby, community og valgkreds i Ceredigion, Wales. Den havde 1.045 indbyggere i 2021. Den ligger omkring 31 km sydvest for Aberystwyth ud til Cardigan Bay med en havn og store sandstrande. Byen ligger på ruterne Ceredigion Coast Path og Wales Coast Path. Det er en populær badeby og traditionel fiskerby.
Byen associeres med digteren Dylan Thomas og hans skuespil Under Milk Wood.